# Hypnotisiert
Hypnotisiert ist ein Lied der deutschen Sängerin Alexa Phazer. Das Lied wurde am 25. April 2008 als zweite Single aus ihrem Debütalbum Ich gegen mich veröffentlicht.

## Hintergrund
Das Lied wurde von Phazer geschrieben und von dem Produzenten Peter Ries produziert und gemixt. Aufgenommen wurde es in den FM-Studios. Ein Musikvideo erschien zu dem Lied auch, jedoch ist dies nicht mehr verfügbar. Das Bild auf dem Cover der Single wurde von David Guenca gemacht. Ihr späterer Produzent Steve van Velvet spielt in dem Lied die Gitarren.

## Titelliste
| Nr. | Titel                         | Länge |
| --- | ----------------------------- | ----- |
| 1.  | Hypnotisiert (Radio Edit)     | 3:43  |
| 2.  | Hypnotisiert (Basilito-Remix) | 4:29  |

## Mitwirkende
- Alexa Phazer – Text, Gesang, Piano, Keyboard
- Peter Ries – Produzent, Mixing, Keyboard, Programming
- Steve van Velvet – Gitarre
- David Guenca – Fotos